# Dibāng Valley
Dibāng Valley är ett distrikt i Indien.   Det ligger i delstaten Arunachal Pradesh, i den östra delen av landet, 1 800 km öster om huvudstaden New Delhi. Antalet invånare är 8 004.